# Beamtensiedlung Oberwerth

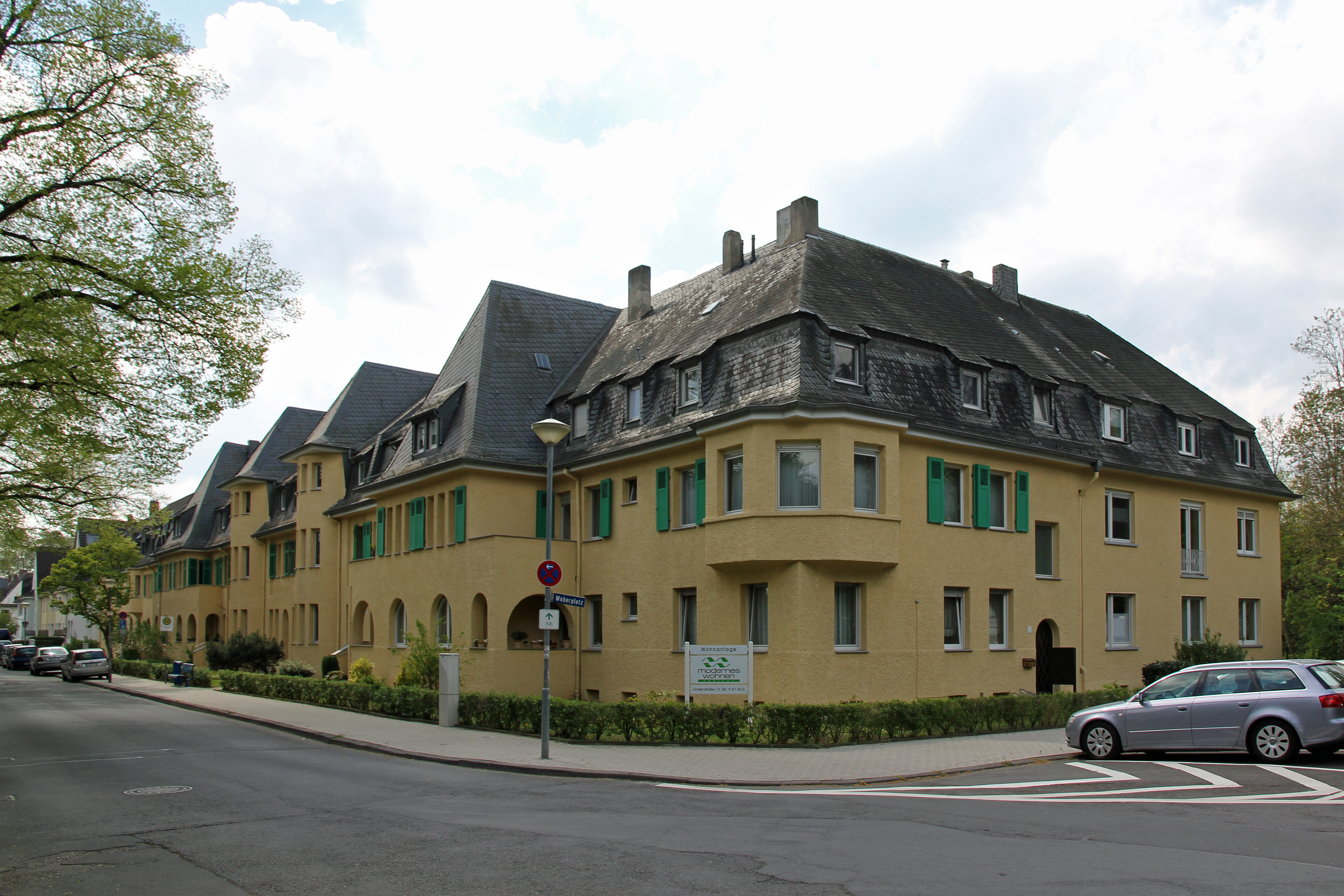
Der älteste Abschnitt der Beamtensiedlung Oberwerth am Weberplatz 1

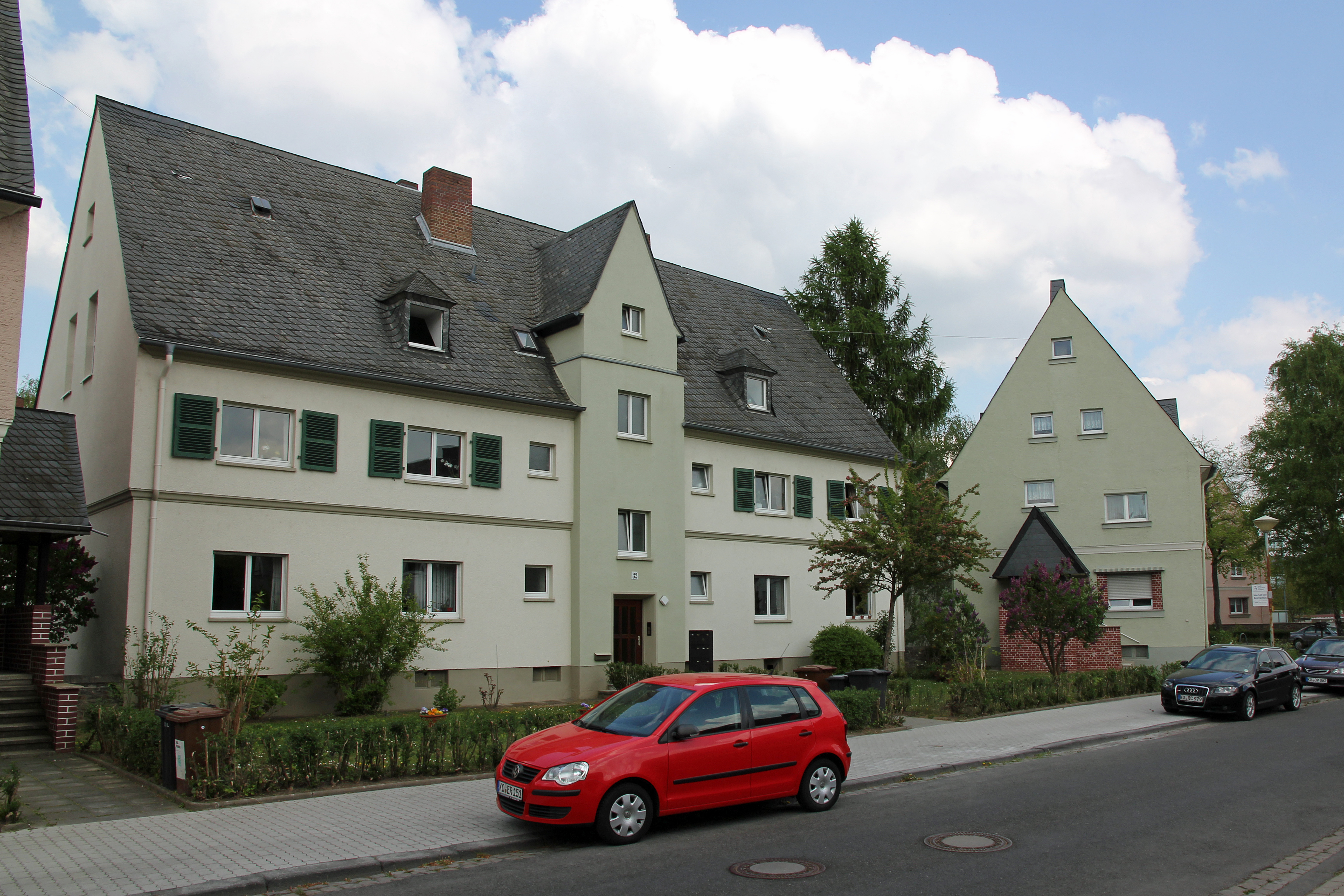
Beamtensiedlung Oberwerth: Goethestraße 32

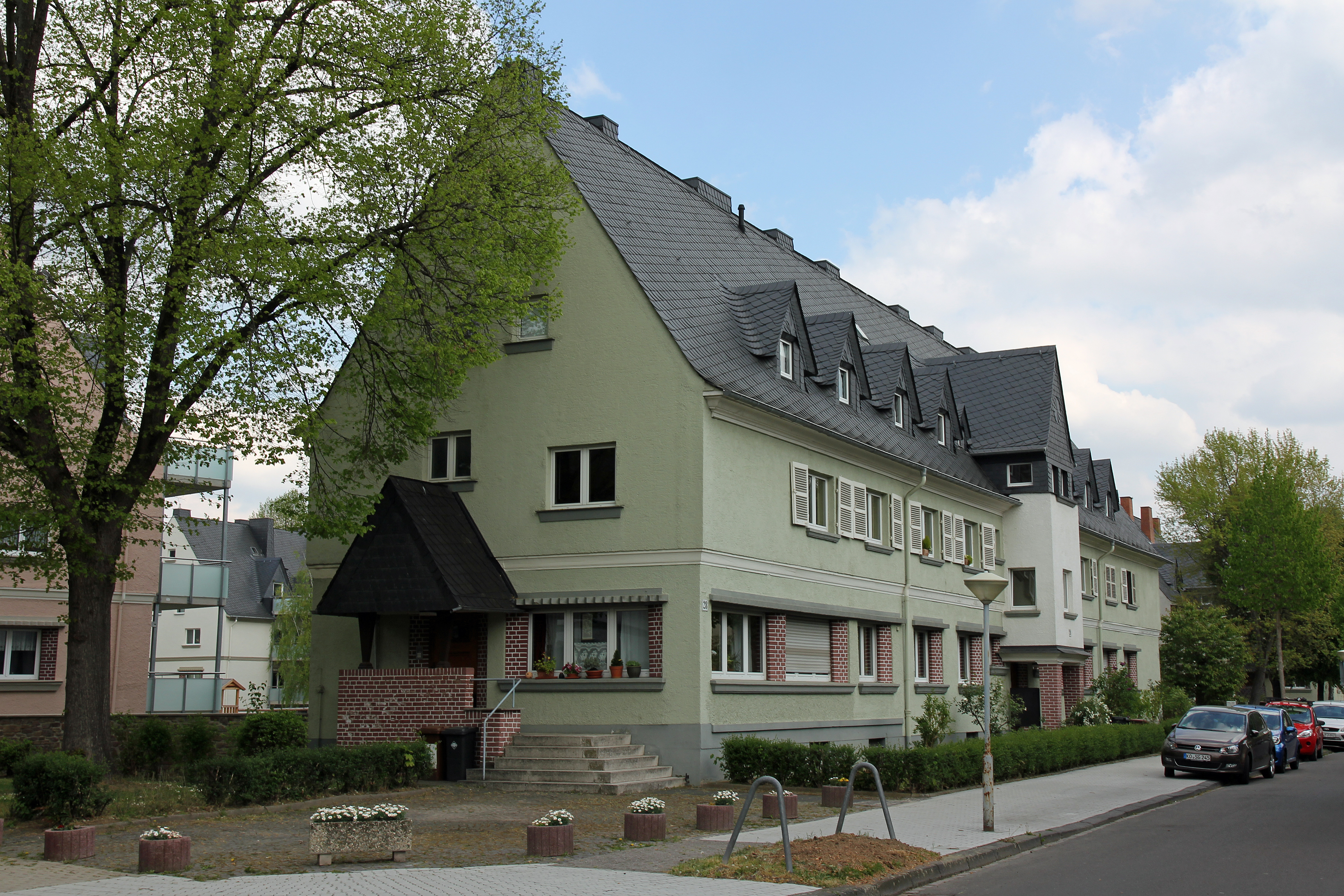
Beamtensiedlung Oberwerth: Goethestraße 28

Die Beamtensiedlung Oberwerth ist eine auf dem Oberwerth in Koblenz entstandene und unter Denkmalschutz stehende Wohnsiedlung. Die von der Gartenstadtbewegung inspirierte Siedlung für staatliche Beamte und Arbeiter entstand in den 1910er und 1920er Jahren im Auftrag des 1911 gegründeten Beamten-Wohnungs-Vereins (heute: Modernes Wohnen Koblenz eG).

## Geschichte
Auf der ehemaligen Rheininsel Oberwerth befand sich seit dem 12. Jahrhundert bis zur Säkularisation 1802 nur ein Benediktinerinnenkloster. Mit Bau der Horchheimer Eisenbahnbrücke in den 1870er Jahren und dem Zuschütten des südlichen Rheinarms verlor sie ihren Inselcharakter.
Anfang des 20. Jahrhunderts begann eine rege Bautätigkeit auf der ehemaligen Insel. Dazu wurde der nördliche Teil erschlossen und 1909 die Oberwerther Brücke über die Rheinlache fertiggestellt. Der Beamten-Wohnungs-Verein begann 1912 mit Unterstützung des preußischen Staates entlang der Bahntrasse zur Horchheimer Eisenbahnbrücke mit dem Bau einer Siedlung für staatliche Beamte und Arbeiter. Die ersten vier Gebäudekomplexe wurden am 1. Juli 1913 in der Sebastian-Bach-Straße bezugsfertig. Geplant wurde die Siedlung von den Architekten Ludwig Stähler und Fritz Horn, die zuvor im Architekturbüro Huch & Grefges gearbeitet hatten und die noch viele weitere Gebäude für den Beamten-Wohnungs-Verein in Koblenz errichtet haben.
Mit Ausbruch des Ersten Weltkriegs wurde die Bautätigkeit eingestellt und erst in den 1920er Jahren vollendet. Die gesamte Siedlung umfasst nun drei aneinandergrenzende Straßenquartiere, deren Bebauung voneinander abweicht. Die Straßen in der Siedlung besitzen einen Alleencharakter. Während der Luftangriffe auf Koblenz im Zweiten Weltkrieg wurden viele Gebäude der Siedlung zerstört und später verändert wieder aufgebaut.

## Bebauung innerhalb der Beamtensiedlung
Die Beamtensiedlung Oberwerth wurde in drei Abschnitten errichtet. Der älteste Teil aus dem Jahr 1913 umfasst die Gebäude zwischen Weberplatz, Sebastian-Bach-Straße, Schillerstraße und Bahnlinie, wobei nur die Gebäude am Weberplatz 1 und in der Sebastian-Bach-Straße 33–45 original erhalten und damit denkmalgeschützt sind. Die zweigeschossigen Reihenhäuser in Putzbauweise mit traufständigen Mansardendächern verlaufen parallel zur Bahnlinie und sind durch Gärten von dieser getrennt. Von der Straße ist die lange Häuserzeile durch Vorgärten abgesetzt und springt in Höhe der Uhlandstraße nach hinten zurück, um somit eine hofartige Einbuchtung zu bilden. Die Gebäude besitzen unregelmäßige Vorbauten in Form unterschiedlicher mit Walmdächer versehener Risalite. Die einzelnen Häuser werden durch den Wechsel von rundbogigen und hochrechteckigen Wandöffnungen aufgelockert.
Das 1925–1926 entstandene Quartier Richard-Wagner-Straße, Eichendorffstraße, Brahmsstraße und Goethestraße besteht aus zweigeschossigen Putzbauten mit expressionistischen Motiven. Entgegen der geschlossenen Häuserzeile im ersten Abschnitt finden sich hier mehrere parallel zur Straße liegende Abschnitte von vier zusammenhängenden Häusern mit steilen traufseitigen Satteldächern, die durch vorgebaute Erker mit Zwerchhäusern gegliedert sind. Typisch für die expressionistischen Elemente der 1920er Jahre ist die Verwendung von Hermenpfeilern und Gewänden in Backstein. Denkmalgeschützt sind hier die Häuser Richard-Wagner-Straße 11 und 13, Eichendorffstraße 15–29 (ungerade Nrn.), Brahmsstraße 12 und 14 sowie Goethestraße 14–28 (gerade Nrn.).
Der dritte Abschnitt entstand ebenfalls 1925–1926 und wird von den Straßen Brahmsstraße, Eichendorffstraße, Sebastian-Bach-Straße und Goethestraße eingegrenzt. Hier finden sich Doppelhäuser mit ebenfalls expressionistischen Motiven, die nicht nur parallel zur Straße verlaufen, sondern auch diagonal gestellt sind. Die Architektur entspricht dem des zweiten Abschnitts mit einem tiefer liegenden gemeinsamen Gartenhof. Denkmalgeschützt sind hier die Häuser Brahmsstraße 9, 11, 13 und 15, Eichendorffstraße 31, 33 und 35, Sebastian-Bach-Straße 12, 14, 16 und 18 sowie Goethestraße 30, 32, 34 und 36.

## Denkmalschutz
Die Beamtensiedlung Oberwerth ist ein geschütztes Kulturdenkmal nach dem Denkmalschutzgesetz (DSchG) und in der Denkmalliste des Landes Rheinland-Pfalz eingetragen. Sie liegt in Koblenz-Oberwerth in der Denkmalzone Beamtensiedlung Oberwerth.
Seit 2002 ist die Beamtensiedlung Oberwerth Teil des UNESCO-Welterbes Oberes Mittelrheintal.